# Service universel des télécommunications
Pour les articles homonymes, voir Service universel.
Le service universel des télécommunications était un service public français en vigueur jusqu'au 3 décembre 2020, confié à l'opérateur de réseau Orange.
Il a pour objectif la fourniture à tous  :
- d'un raccordement à un réseau fixe ouvert au public et un service téléphonique, sur le réseau cuivre
- d'un service de renseignements ainsi qu'un annuaire d'abonnés, sous formes imprimée ou électronique,
- de mesures particulières en faveur des utilisateurs finaux handicapés.

En France, ce service est encadré par l'ARCEP.
La gestion du parc de cabines téléphoniques ne fait plus partie de ce service depuis avril 2015. 